# Águilas Doradas Rionegro
L'Águilas Doradas Rionegro, noto come Rionegro Águilas, è una società calcistica colombiana con sede a Rionegro. Milita nella Categoría Primera A e disputa le partite interne allo Stadio Alberto Grisales di Rionegro. 

## Storia
Fondato nel novembre 1991 con il nome di Industrial Itagüí, il club cambiò nome in Deportivo Antioquia nel 1994. Nel 1998 mutò nome in Itagüí F.C. e nel 2004 in Deportivo Antioquia. Il 16 luglio 2008 cambiò ancora denominazione in Itagüí Ditaires. Nel maggio 2014 cambiò nome in Águilas Doradas e nel gennaio 2016 in Rionegro Águilas. Nel 2010 vinse il campionato di Categoría Primera B e fu promosso in Categoría Primera A, dove esordì nel 2011 con il nome di Itagüí Ditaires.

## Rosa
| N. |                     | Ruolo | Calciatore            |
| -- | ------------------- | ----- | --------------------- |
| 1  | Colombia (bandiera) | P     | Edigson Velásquez     |
| 2  | Colombia (bandiera) | D     | Samuel Vanegas        |
| 3  | Colombia (bandiera) | D     | Carlos Mario Arboleda |
| 4  | Colombia (bandiera) | D     | Javier Arizala        |
| 5  | Colombia (bandiera) | C     | Daniel Arango         |
| 6  | Colombia (bandiera) | D     | Andrés Felipe Correa  |
| 7  | Colombia (bandiera) | A     | John Jairo Castillo   |
| 8  | Colombia (bandiera) | C     | Emerson Chamorro      |
| 9  | Colombia (bandiera) | A     | Cristian González     |
| 10 | Colombia (bandiera) | C     | Cleider Alzáte        |
| 11 | Colombia (bandiera) | C     | Yessi Mena            |
| 12 | Colombia (bandiera) | P     | Róbinson Zapata       |
| 13 | Colombia (bandiera) | D     | Javier López          |
| 14 | Colombia (bandiera) | C     | Yonaider Ortega       |
| 15 | Colombia (bandiera) | C     | Joe Luis Raguá        |
| 16 | Colombia (bandiera) | A     | Jorge Aguirre         |

| N. |                     | Ruolo | Calciatore               |
| -- | ------------------- | ----- | ------------------------ |
| 17 | Colombia (bandiera) | C     | Gustavo Dávila           |
| 18 | Colombia (bandiera) | C     | Mauricio Gómez           |
| 20 | Colombia (bandiera) | C     | Sergio Guzmán            |
| 21 | Colombia (bandiera) | D     | Marlon Piedrahita        |
| 23 | Colombia (bandiera) | A     | Roberto Polo             |
| 24 | Colombia (bandiera) | D     | John Freddy Zea          |
| 25 | Colombia (bandiera) | A     | Jhonny Alexander Vásquez |
| 26 | Colombia (bandiera) | A     | Danny Cano               |
| 29 | Colombia (bandiera) | A     | Néstor Álvarez           |
| 30 | Colombia (bandiera) | A     | David Cordoba            |
| 33 | Colombia (bandiera) | A     | Juan Camilo Yepes        |
| 34 | Colombia (bandiera) | A     | Larry Bahamón            |
|    | Colombia (bandiera) | A     | Gustavo Torres           |
|    | Colombia (bandiera) | D     | Edwin García             |
|    | Colombia (bandiera) | C     | Néstor Salazar           |
|    | Colombia (bandiera) | C     | Jhon Viáfara             |
|    | Messico (bandiera)  | C     | Miguel Joachin           |

## Palmarès

### Altri piazzamenti
- Copa Colombia:

Finalista: 2010